# Dans l'ombre du soleil
Dans l'ombre du soleil est une série de bande dessinée de science-fiction créée pour le marché francophone par le Néo-Zélandais Colin Wilson. 
Sa publication a débuté dans le mensuel Circus no 61 daté de mai 1983 et elle a été recueillie en trois albums par Glénat de janvier 1984 à janvier 1989, le Belge Thierry Smolderen écrivant le troisième tome.
La série met en scène trois humains, Alia, Mantell et Rael qui, dans un monde post-apocalyptique, se retrouvent à travailler sur une station orbitale.

## Publications

### Périodiques
- Colin Wilson, Raël : Les Ombres du soleil, dans Circus no 61-67, mai-novembre 1983[3].
- Colin Wilson, Dans l'ombre du Soleil : Mantell, dans Circus no 92-97, décembre 1985-mai 1986[3].

### Albums
- Colin Wilson, Dans l'ombre du soleil, Glénat :

1. Rael, 1984  (ISBN 2723404196).
2. Mantell, 1986  (ISBN 2723406474).
3. Alia (scénario de Thierry Smolderen), 1989  (ISBN 2723410145).

- Intégrale: Dans l'ombre du soleil, Glénat 2017,  (ISBN 9782344022702).